# Strzępotek soplaczek
Strzępotek soplaczek (Coenonympha tullia) – motyl z rodziny południc.

## Występowanie
Występuje w Europie środkowej i północnej, a w Polsce - na podmokłych łąkach i torfowiskach. Spotykany na początku lata na torfowisku w Lipowym Polu.

## Charakterystyka
Największy pośród strzępotków. Osiąga 36–42 mm rozpiętości skrzydeł. Skrzydła u obu płci mają tło pomarańczowe(miodowe). Samiec na wierzchu skrzydeł przy wierzchołku przedniego skrzydła ma małą ciemną plamkę; u samicy zaś, na górnym skrzydle przy wierzchołku plamka jest wyraźniejsza, występuje też druga, słabo widoczna plamka przy kącie tylnym skrzydła. Na skrzydle tylnym samicy przy wierzchołku występują 3–4 plamki ułożone równolegle do brzegu bocznego skrzydła. Tło spodu skrzydeł ciemniejsze od wierzchu (barwy jasne). Na przednim skrzydle przy wierzchołku występuje u obu płci wyraźna czarna plamka z białą źrenicą, obwódka plamki – biała. Przy kącie tylnym skrzydła mogą występować jeszcze 2–3 plamki. Wierzchołek skrzydła przyprószony na szaro. W około 1/3 odległości od brzegu bocznego skrzydła - biała poprzeczna plama równoległa do brzegu bocznego. Na skrzydle tylnym tło jest przyprószone ciemniejszymi – szarymi łuseczkami. Na tym skrzydle znajduje się 4–6 czarnych plamek z białymi źrenicami w białych obwódkach równoległych do brzegu bocznego. Przy górnym brzegu tylnego skrzydła wchodzi klinowato niezbyt wyraźna biała plamka.
W Polsce gatunek ten objęty jest częściową ochroną gatunkową.